# 1007 Pawlowia
1007 Pawlowia este un asteroid din centura principală, descoperit pe 5 octombrie 1923, de Vladimir Albițki.